# Camisa alquitranada
Se llama camisa alquitranada, embreada o de fuego a un pedazo de tela vasto y usado, que regularmente se toma de viejas velas de barco, que se empapa en alquitrán, brea u otras materias combustibles y se prende fuego. 
La camisa alquitranada ha servido para diversos usos en la guerra como es incendiar las embarcaciones enemigas, descubrir de noche los trabajos y alojamientos hechos por los enemigos para atacar una plaza, defenderse de un asalto, etc. 